# Urosphena
Urosphena is een geslacht van zangvogels uit de familie Cettiidae. De wetenschappelijke naam van het geslacht is voor het eerst geldig gepubliceerd in 1877 door Robert Swinhoe.

## Soorten
De volgende soorten zijn bij het geslacht ingedeeld:
- Urosphena squameiceps  – Kortstaartstruikzanger
- Urosphena subulata  – Timorstruikzanger
- Urosphena whiteheadi  – Borneostruikzanger